# Kjell Alinge
Kjell Arne Alinge, född 16 augusti 1943 i Arvika församling i Värmlands län, död 17 januari 2016 i Hedvig Eleonora distrikt i Stockholm, var en svensk radiojournalist och sketchförfattare. Han var känd som mångårig programledare för radioprogrammet Eldorado.

## Biografi
Kjell Alinge var son till ingenjören Birger Alinge och Evy, ogift Olausson. Han föddes i Arvika 1943, men flyttade som fyraåring. Han bodde i Kristinehamn, Karlskoga och Västerås, men uppväxtåren tillbringades huvudsakligen i Hässleholm. Han bodde i Stockholm från 1959.
Alinge började arbeta på en reklambyrå i Stockholm, men efter att ha skickat några manusidéer till Sveriges Radio i början av 1960-talet fick han så småningom börja producera egna radioprogram. Från 1963 arbetade han på radions ungdomsredaktion med program som Zig-Zag och zzummer.
Han var programledare för radioprogrammen Pop i sommarnatt, Hemma hos (1970-talet), Eldorado (1980-talet, en bit in på 1990-talet samt åtta år runt 2010), Centrifug (nätradio, vision-media.se) och Fantasino.
Tillsammans med Janne Forssell gav han ut tre album från programserien Hemma hos, och senare även en samlingsbox med sju CD.
Alinge hade en blogg, kallad Smogg, på Eldorados webbplats.
Alinge var sambo från 1983, och sedan gift fram till sin död med papperskonservatorn Helen Skinner (född 1955), dotter till Jack Skinner och fil. kand. Ingrid Haldin (omgift Tschee). Kjell Alinge är gravsatt på Hedvig Eleonora kyrkogård i Stockholm.

## Priser och utmärkelser
- 1990 - Sveriges Radios språkpris
- 1990 – Spelmannen
- 2003 – Adamsonstatyetten (diplom)
- 2013 – Stora radiopriset (hederspris)

## Filmografi
- 1968 – Pop – en jättegrej mellan öronen
- 1997 – Adam & Eva
- 2013 – Hemma hos Kjell Alinge